# Argentina ai XXI Giochi olimpici invernali
L'Argentina ha partecipato ai XXI Giochi olimpici invernali di Vancouver, che si sono svolti dal 12 al 28 febbraio 2010, con una delegazione di sette atleti.

## Sci alpino
| Gara           | Atleta                         | 1° manche   | 2° manche   | Tempo totale | Posizione   |
| -------------- | ------------------------------ | ----------- | ----------- | ------------ | ----------- |
| Slalom         | Cristian Javier Simari Birkner | 51"35       | 53"37       | 1'44"72      | 26          |
| Slalom         | Agustin Torres                 | non finito  |             |              |             |
| Gigante        | Cristian Javier Birkner        | 1'20"87     | 1'23"76     | 2'44"63      | 34          |
| Gigante        | Agustin Torres                 | 1'25"14     | 1'28"12     | 2'53"26      | 54          |
| Super-g        | Cristian Javier Simari Birkner | non partito | non partito | non partito  | non partito |
| Discesa        | Cristian Javier Simari Birkner | 2'01"67     | 2'01"67     | 2'01"67      | 55          |
| Supercombinata | Cristian Javier Simari Birkner | 2'00"58     | non finito  |              |             |

| Gara           | Atleta                     | 1° manche  | 2° manche  | Tempo totale | Posizione |
| -------------- | -------------------------- | ---------- | ---------- | ------------ | --------- |
| Slalom         | Macarena Simari Birkner    | 56"84      | 55"51      | 1'52"35      | 36        |
| Slalom         | María Belén Simari Birkner | 58"99      | non finito |              |           |
| Slalom         | Nicol Gastaldi             | non finito |            |              |           |
| Gigante        | Macarena Simari Birkner    | 1'23"29    | 1'18"73    | 2'42"02      | 45        |
| Gigante        | María Belén Simari Birkner | 1'23"60    | 1'18"78    | 2'42"38      | 46        |
| Gigante        | Nicol Gastaldi             | 1'24"25    | 1'19"53    | 2'43"78      | 48        |
| Super-g        | Macarena Simari Birkner    | 1'27"48    | 1'27"48    | 1'27"48      | 32        |
| Super-g        | María Belén Simari Birkner | 1'27"24    | 1'27"24    | 1'27"24      | 31        |
| Discesa        | Macarena Simari Birkner    | 1'54"25    | 1'54"25    | 1'54"25      | 31        |
| Discesa        | María Belén Simari Birkner | 1'53"62    | 1'53"62    | 1'53"62      | 29        |
| Supercombinata | Macarena Simari Birkner    | 1'29"56    | 46"81      | 2'16"37      | 26        |
| Supercombinata | María Belén Simari Birkner | 1'30"19    | non finito |              |           |

## Sci di fondo
| Gara                   | Atleta        | Tempo d'arrivo | Posizione |
| ---------------------- | ------------- | -------------- | --------- |
| 15 km a tecnica libera | Carlos Lannes | 41'34"9        | 82        |

## Slittino
| Gara             | Atleta         | Manche 1 | Manche 2 | Manche 3 | Manche 4 | Totale   | Posizione |
| ---------------- | -------------- | -------- | -------- | -------- | -------- | -------- | --------- |
| Singolo maschile | Rubén González | 52"540   | 52"155   | 52"298   | 51"312   | 3'28"305 | 38        |